# 挪威 (紐約州)
挪威（英語：Norway）是一個位於美國紐約州赫基默縣的鎮。

## 人口
根據2020年美國人口普查的數據，挪威的面積為92.81平方千米，當中陸地面積為92.10平方千米，而水域面積為0.71平方千米。當地共有人口740人，而人口密度為每平方千米8人。